# Celorico de Basto
Celorico de Basto é uma vila portuguesa localizada na sub-região do Tâmega e Sousa, pertencendo à região do Norte e ao distrito de Braga.  
É sede do município de Celorico de Basto que tem uma área total de 181,07 km2, 17.643 habitantes em 2021 e uma densidade populacional de 97 habitantes por km2, subdividido em 15 freguesias. O município é limitado a norte por Cabeceiras de Basto, a leste por Mondim de Basto, a sul por Amarante, a sudoeste por Felgueiras e a oeste por Fafe. Alberga as vilas de Celorico de Basto (sede do concelho),  Fermil de Basto, Mota e Gandarela de Basto.
O ponto mais elevado do município encontra-se no Viso, a 851 metros de altitude. Neste local podemos encontrar uma capela, dedicada à Nossa Senhora do Viso. 
Celorico de Basto terá sido ocupado desde tempos muito remotos, tal como nos testemunham as marcas que as civilizações mais antigas por aqui deixaram.

## Origens
Os mais antigos vestígios de povoamento do espaço geográfico actual do município de Celorico de Basto, revelados pela prospecção recente e intervenção pontual de contextos arqueológicos, são atribuíveis ao início do megalitismo, portanto ao Neolítico Médio (5.510 B.P.). Para este período pode apontar-se o grande conjunto de mamoas do Planalto da Lameira. Já o grande conjunto de habitats de fossas pode genericamente apontar-se para o período da idade do Bronze. Da Idade do Ferro destaca-se o povoado de Bouça de Mosqueiros, em Britelo, o Castro do Ladário, em Ribas, o Castro de Barrega, em Borba e o Castro de Ourilhe e outros de menor relevância. A Romanização está bem patente em Celorico de Basto e as marcas deste período encontam-se um pouco por todo o espaço concelhio.
O clima benigno, abundância de pastagens, boa água a jorrar das nascentes e cimo dum monte donde se pudesse lobrigar eventual inimigo, foram condições propícias à fixação dos homens primitivos nestas terras, quando começaram a trocar a vida nómada pela sedentária.
A Citânia do Ladário, a Estela de Vila Boa na freguesia do Rego, o Castelo de Arnóia e proximidades, os inúmeros vestígios arqueológicos do Planalto da Lameira, os restos dos castros em várias freguesias, representam sólido argumento a demonstrar que esta terra foi habitada há milhares de anos.
Compõe as Terras de Basto, ao lado de Mondim de Basto, Cabeceiras de Basto e Ribeira de Pena.

## Toponímia
Alguns autores, porém, ao pretenderem explicar a etimologia da toponímia local dizem ter existido por estas bandas a famosa Celióbriga que foi cidade (briga) dos povos celerinos, donde terá resultado – toponimicamente – Celorico. Povos Bástulos ou Bastetanos que por aqui se teriam fixado, podem estar na origem do patronímico Basto. Estes e outros povos peninsulares devem ter ocupado extensas áreas, desde as vertentes do Tâmega, até aos montes de Barroso e de Ceva, que, no seu todo, vieram a ser conhecidas por Terras de Basto.

## Evolução da população do município
| Número de habitantes | Número de habitantes | Número de habitantes | Número de habitantes | Número de habitantes | Número de habitantes | Número de habitantes | Número de habitantes | Número de habitantes | Número de habitantes | Número de habitantes | Número de habitantes | Número de habitantes | Número de habitantes | Número de habitantes | Número de habitantes |
| -------------------- | -------------------- | -------------------- | -------------------- | -------------------- | -------------------- | -------------------- | -------------------- | -------------------- | -------------------- | -------------------- | -------------------- | -------------------- | -------------------- | -------------------- | -------------------- |
| 1864                 | 1878                 | 1890                 | 1900                 | 1911                 | 1920                 | 1930                 | 1940                 | 1950                 | 1960                 | 1970                 | 1981                 | 1991                 | 2001                 | 2011                 | 2021                 |
| 19 467               | 19 744               | 20 013               | 20 134               | 21 209               | 21 057               | 22 684               | 23 683               | 24 807               | 24 392               | 23 073               | 22 671               | 21 477               | 20 466               | 20 098               | 17 643               |

(Número de habitantes que tinham a residência oficial neste município à data em que os censos  se realizaram.)
| Número de habitantes por grupo etário | Número de habitantes por grupo etário | Número de habitantes por grupo etário | Número de habitantes por grupo etário | Número de habitantes por grupo etário | Número de habitantes por grupo etário | Número de habitantes por grupo etário | Número de habitantes por grupo etário | Número de habitantes por grupo etário | Número de habitantes por grupo etário | Número de habitantes por grupo etário | Número de habitantes por grupo etário | Número de habitantes por grupo etário | Número de habitantes por grupo etário |
| ------------------------------------- | ------------------------------------- | ------------------------------------- | ------------------------------------- | ------------------------------------- | ------------------------------------- | ------------------------------------- | ------------------------------------- | ------------------------------------- | ------------------------------------- | ------------------------------------- | ------------------------------------- | ------------------------------------- | ------------------------------------- |
|                                       | 1900                                  | 1911                                  | 1920                                  | 1930                                  | 1940                                  | 1950                                  | 1960                                  | 1970                                  | 1981                                  | 1991                                  | 2001                                  | 2011                                  | 2021                                  |
| 0-14 Anos                             | 7 361                                 | 7 397                                 | 7 256                                 | 7 505                                 | 8 695                                 | 8 671                                 | 9 203                                 | 9 380                                 | 7 349                                 | 5 454                                 | 3 937                                 | 3 061                                 | 2 103                                 |
| 15-24 Anos                            | 3 044                                 | 3 594                                 | 3 778                                 | 3 664                                 | 3 750                                 | 4 147                                 | 3 476                                 | 3 505                                 | 4 376                                 | 4 051                                 | 3 510                                 | 2 582                                 | 1 970                                 |
| 25-64 Anos                            | 8 761                                 | 8 884                                 | 8 808                                 | 9 062                                 | 9 672                                 | 10 159                                | 9 744                                 | 8 775                                 | 8 142                                 | 8 901                                 | 9 390                                 | 10 632                                | 9 353                                 |
| = ou > 65 Anos                        | 944                                   | 1 275                                 | 1 201                                 | 1 231                                 | 1 344                                 | 1 639                                 | 1 969                                 | 2 305                                 | 2 804                                 | 3 071                                 | 3 629                                 | 3 823                                 | 4 217                                 |

(Obs: De 1900 a 1950 os dados referem-se à população presente no município à data em que os censos se realizaram Daí que se registem algumas diferenças relativamente à designada população residente)

## Retrato atual
Celorico de Basto é um município marcadamente rural, cujos traços profundos no território e na paisagem se devem à actividade agrícola, que dominou a ocupação das pessoas deste município até finais do século passado. A emigração permanente marcou igualmente o último século, numa primeira fase para o Brasil, nas décadas de 60 e 70 para França e mais tarde para a Suíça.
Celorico de Basto está hoje num processo de profundas mudanças. O aparelho económico tradicional está em profunda transformação. O sector primário, outrora dominante, é hoje praticamente residual. A produção de vinho verde ao longo do Vale do Tâmega e a pecuária nas freguesias de montanha marcam a actividade agrícola. A construção civil, o comércio e os serviços são hoje os sectores empregadores do município. 
A predominância da actividade agrícola e a estrutura fundiária assente na pequena propriedade de exploração por conta própria determinaram uma estreita relação espacial entre a habitação e o emprego, que se traduziu na extrema dispersão do parque habitacional. Hoje começam a ganhar expressão urbana os aglomerados da sede do município, das Vilas de Fermil e de Gandarela e do aglomerado da Mota. Aqui se concentram grande parte dos equipamentos de utilização colectiva nos mais variados domínios.
A primitiva sede do concelho ficava localizada junto ao Castelo de Arnóia. Só em Abril de 1719 foi transferida para a freguesia de Britelo com a designação de Vila Nova de Freixieiro. A expansão urbana da Vila tem sido acompanhada da criação de amplos espaços verdes e ajardinados, o que lhe confere um aspecto atraente e onde se desfruta de um conforto moderno.
Celorico de Basto está dotado de um vasto conjunto de equipamentos, dos quais se destaca a Biblioteca Municipal Professor Marcelo Rebelo de Sousa, sendo um dos espaços mais procurados.

## Política

### Presidentes da Câmara Municipal eleitos depois do25 de Abril de 1974
- 1976 - 1979: João Pulido Almeida (CDS – PP)
- 1979 - 1982: João Pulido Almeida (CDS – PP)
- 1982 - 1985: João Pulido Almeida (AD)
- 1985 - 1989: João Pulido Almeida (CDS – PP)
- 1989 - 1993: Albertino Mota e Silva (PSD)
- 1993 - 1997: Albertino Mota e Silva (PSD)
- 1997 - 2001: Albertino Mota e Silva (PSD)
- 2001 - 2005: Albertino Mota e Silva (PSD)
- 2005 - 2009: Albertino Mota e Silva (PSD)
- 2009 - 2013: Joaquim Monteiro da Mota e Silva (PSD)
- 2013 - 2017: Joaquim Monteiro da Mota e Silva (PSD)
- 2017 - 2021: Joaquim Monteiro da Mota e Silva (PSD)
- 2021 - 2025: José António Peixota Lima (PSD)

### Eleições autárquicas[7]
| Data | %      | V      | %       | V       | %            | V            | %     | V     | %              | V  | %              | V   | %              | V   | %  | V  | Participação |                |
| Data | CDS-PP | CDS-PP | PPD/PSD | PPD/PSD | FEPU/APU/CDU | FEPU/APU/CDU | PS    | PS    | AD             | AD | PRD            | PRD | GCE            | GCE | CH | CH | Participação |                |
| ---- | ------ | ------ | ------- | ------- | ------------ | ------------ | ----- | ----- | -------------- | -- | -------------- | --- | -------------- | --- | -- | -- | ------------ | -------------- |
| Data | 1976   | 50,56  | 4       | 14,79   | 1            | 14,14        | 1     | 12,52 | 1              |    |                |     |                |     |    |    |              | 66,86 / 100,00 |
| 1979 | 50,74  | 4      | 20,92   | 2       | 6,66         | -            | 16,67 | 1     | 78,27 / 100,00 |    |                |     |                |     |    |    |              |                |
| 1982 | AD     | AD     | AD      | AD      | 7,61         | -            | 22,73 | 2     | 62,80          | 5  | 69,27 / 100,00 |     |                |     |    |    |              |                |
| 1985 | 50,51  | 4      | 26,81   | 2       | 2,29         | -            | 11,77 | 1     |                |    | 5,19           | -   | 65,00 / 100,00 |     |    |    |              |                |
| 1989 | 32,61  | 2      | 33,39   | 3       | 1,76         | -            | 29,46 | 2     |                |    | 71,29 / 100,00 |     |                |     |    |    |              |                |
| 1993 | 42,79  | 3      | 52,01   | 4       | 2,37         | -            |       |       | 70,70 / 100,00 |    |                |     |                |     |    |    |              |                |
| 1997 | 15,19  | 1      | 59,63   | 5       | 1,57         | -            | 20,53 | 1     | 69,16 / 100,00 |    |                |     |                |     |    |    |              |                |
| 2001 | 10,44  | -      | 58,99   | 5       | 1,48         | -            | 26,11 | 2     | 71,79 / 100,00 |    |                |     |                |     |    |    |              |                |
| 2005 | 4,83   | -      | 51,72   | 4       | 2,09         | -            | 38,68 | 3     | 71,58 / 100,00 |    |                |     |                |     |    |    |              |                |
| 2009 | 3,27   | -      | 51,16   | 4       | 1,14         | -            | 42,89 | 3     | 70,66 / 100,00 |    |                |     |                |     |    |    |              |                |
| 2013 | 6,04   | -      | 64,19   | 5       | 3,54         | -            | 21,87 | 2     | 63,27 / 100,00 |    |                |     |                |     |    |    |              |                |
| 2017 | 3,22   | -      | 46,86   | 4       | 2,55         | -            | 15,49 | 1     | 28,76          | 2  | 64,54 / 100,00 |     |                |     |    |    |              |                |
| 2021 | 1,22   | -      | 44,80   | 3       | 0,95         | -            | 37,88 | 3     | 12,17          | 1  | 0,82           | -   | 70,01 / 100,00 |     |    |    |              |                |

### Eleições legislativas
| Ano  | %     | %     | %     | %    | %     | %     | %        | %     | %    | %     | %    | %   | %       | % | %  | %  |
| Ano  | CDS   | PSD   | PS    | PCP  | UDP   | AD    | APU/ CDU | FRS   | PRD  | PSN   | B.E. | PAN | PSD CDS | L | CH | IL |
| ---- | ----- | ----- | ----- | ---- | ----- | ----- | -------- | ----- | ---- | ----- | ---- | --- | ------- | - | -- | -- |
| 1976 | 40,70 | 22,53 | 21,23 | 1,64 | 1,28  |       |          |       |      |       |      |     |         |   |    |    |
| 1979 | AD    | AD    | 22,44 | APU  | 1,79  | 61,78 | 5,00     |       |      |       |      |     |         |   |    |    |
| 1980 | AD    | AD    | FRS   | APU  | 1,17  | 66,66 | 4,62     | 18,65 |      |       |      |     |         |   |    |    |
| 1983 | 34,95 | 25,88 | 28,08 | APU  | 0,31  |       | 3,31     |       |      |       |      |     |         |   |    |    |
| 1985 | 27,28 | 31,33 | 16,49 | APU  | 0,55  | 3,45  | 13,43    |       |      |       |      |     |         |   |    |    |
| 1987 | 11,47 | 59,02 | 15,84 | CDU  | 0,68  | 2,86  | 3,54     |       |      |       |      |     |         |   |    |    |
| 1991 | 8,73  | 64,95 | 19,05 | CDU  |       | 1,67  | 0,58     | 0,61  |      |       |      |     |         |   |    |    |
| 1995 | 12,83 | 51,18 | 30,40 | CDU  | 0,41  | 1,41  |          | 0,46  |      |       |      |     |         |   |    |    |
| 1999 | 10,57 | 49,03 | 34,66 | CDU  |       | 1,67  | 0,56     | 0,43  |      |       |      |     |         |   |    |    |
| 2002 | 12,71 | 54,53 | 28,34 | CDU  | 1,33  |       | 0,62     |       |      |       |      |     |         |   |    |    |
| 2005 | 9,92  | 42,70 | 38,78 | CDU  | 1,72  | 2,28  |          |       |      |       |      |     |         |   |    |    |
| 2009 | 12,39 | 39,50 | 37,74 | CDU  | 1,88  | 4,04  |          |       |      |       |      |     |         |   |    |    |
| 2011 | 12,22 | 49,83 | 26,70 | CDU  | 2,39  | 2,15  | 0,39     |       |      |       |      |     |         |   |    |    |
| 2015 | PSD   | CDS   | 28,64 | CDU  | 2,99  | 6,05  | 0,68     | 53,78 | 0,39 |       |      |     |         |   |    |    |
| 2019 | 5,27  | 40,16 | 35,03 | CDU  | 1,92  | 6,02  | 3,35     |       | 0,45 | 0,71  | 0,39 |     |         |   |    |    |
| 2022 | 1,93  | 39,54 | 43,16 | CDU  | 1,46  | 2,10  | 1,26     | 0,49  | 4,86 | 2,25  |      |     |         |   |    |    |
| 2024 | AD    | AD    | 28,45 | CDU  | 40,31 | 0,91  | 2,74     | 1,15  | 1,31 | 14,81 | 3,13 |     |         |   |    |    |

## Freguesias

Freguesias do município de Celorico de Basto.

O município de Celorico de Basto está dividido em 15 freguesias:
- Agilde
- Arnoia
- Borba de Montanha
- Britelo, Gémeos e Ourilhe (Celorico de Basto)
- Caçarilhe e Infesta
- Canedo de Basto e Corgo
- Carvalho e Basto (Santa Tecla)
- Codeçoso
- Fervença
- Moreira do Castelo
- Rego
- Ribas
- São Clemente de Basto
- Vale de Bouro
- Veade, Gagos e Molares

## Património
O concelho de Celorico de Basto, tem um vasto património histórico e arquitectónico, civil e religioso, bem como uma grande diversidade de locais de interesse turístico a visitar. Da sua diversidade de património, ressalva-se o Castelo de Arnoia, o Mosteiro de Arnoia, bem como as igrejas de estilo românico de Veade, Fervença e Ribas.
Destaque-se de entre os vários monumentos e locais a visitar:
- Castelo de Arnoia, único Castelo da Rota do Românico, situado na Vila de Basto;
- Mosteiro de São Bento de Arnoia, mosteiro beneditino;
- Ecopista do Tâmega;
- Igreja do Salvador de Fervença, integrante na Rota do Românico;
- Igreja do Salvador de Ribas, integrante na Rota do Românico;
- Igreja de Santa Maria de Veade, integrante na Rota do Românico;
- Estela de Vila Boa;
- Biblioteca Municipal Professor Doutor Marcelo Rebelo de Sousa (Biblioteca Municipal de Celorico de Basto);
- Parque Lúdico do Freixieiro.

## Personalidades ilustres
- Altino Bessa (político)
- António Ribeiro (antigo cardeal português e 15.º patriarca de Lisboa)
- Bernardo de Vasconcelos (poeta e monge beneditino)
- D. Augusto César da Silva (bispo emérito de Portalegre-Castelo Branco)
- Diogo Dalot (futebolista)
- Ilídio de Araújo (arquiteto paisagista)
- Lopo Gonçalves Bastos (político e comerciante Luso-brasileiro)
- Marcelo Rebelo de Sousa (Presidente da República Portuguesa)
- Mário Martins (produtor musical)
- Albino Silva (padre reconhecido pelas suas obras de caridade no Brasil)
- Rodrigo José Rodrigues (médico, militar e administrador colonial)
- Rodrigo de Sousa e Castro (militar e um dos protagonistas da Revolução de 25 de Abril de 1974)
- João da Ega (personagem do romance Os Maias, de Eça de Queiroz)

Notas:
- O cantor Marco Paulo, viveu parte da sua infância em Celorico de Basto. [10]

## Festas
- Festa Internacional das Camélias[11]
- Feira Anual da Gatronomia e Artesanato[12]
- Feira Anual de Santa Catarina[13]
- Festa Anual de São Tiago[14]

## Festa Internacional das Camélias
Esta terra minhota, é a capital da Camélia, onde anualmente se realiza, a meados do mês de março a Festa Internacional das Camélias, que atrai imensas pessoas de vários pontos do país, bem como, visitantes de outros países, com maior destaque para a Espanha (especialmente da zona da Galiza).

## Gastronomia
Na área da gastronomia e doçaria, a vila de Celorico de Basto faz sobressair o  pão-de-ló e as cavacas.
O condimento especial é o Vinho Verde, de qualidade demarcada e de sabor e aroma muito particular.

## Geminações
A vila de Celorico de Basto é geminada com as seguintes localidades:
- Houilles, Yvelines, França
- Wiltz, Luxemburgo
- Catanduva, Brasil
- Cambados, Espanha